# Tracie Young
Tracie Young, nota anche con lo pseudonimo di Tracie (Derby, 25 marzo 1965), è una cantante e conduttrice radiofonica britannica.

## Biografia
Tracie Young è stata scoperta inizialmente da Paul Weller tramite la rivista Smash Hits e grazie al quale ha firmato un contratto discografico con la Respond Records. Prima di registrare materiale da solista, è stata corista dei The Jam e dei The Style Council; ha inoltre seguito questi ultimi in tournée, pur non essendo membro ufficiale. Il suo album di debutto, intitolato Far from the Hurting Kind, è uscito a giugno 1984 ed è arrivato alla numero 63 della classifica britannica. Nella Official Singles Chart ha piazzato cinque singoli tra il 1983 e il 1985; in particolare, The House That Jack Built alla 9 posizione e Give It Some Emotion alla 24. Ha registrato un secondo disco, No Smoke Without Fire, che è stato poi abbandonato dalla sua etichetta. Da fine anni 90 si è dedicata alla conduzione di programmi radiofonici. Nel 2010 la Cherry Red Records ha pubblicato ufficialmente No Smoke Without Fire e reso disponibile il suo album d'esordio in formato compact disc.

## Discografia

### Album in studio
- 1984 – Far from the Hurting Kind
- 2014 – No Smoke Without Fire

### EP
- 2009 – It Happened One Night...And Other Songs

### Singoli
- 1983 – The House That Jack Built
- 1983 – Give It Some Emotion
- 1984 – Souls on Fire
- 1984 – (I Love You) When You Sleep
- 1985 – I Can't Leave You Alone
- 1985 – Invitation
- 1986 – We Should Be Together
- 1986 – (When You) Call Me